# Renell Wren
Renell Wren (St. Louis, 23 ottobre 1995) è un giocatore di football americano statunitense che milita nel ruolo di defensive tackle per i Pittsburgh Steelers della National Football League (NFL).

## Carriera

### Cincinnati Bengals
Wren fu scelto nel corso del quarto giro (125º assoluto) del Draft NFL 2019 dai Cincinnati Bengals. Debuttò come professionista nella gara del primo turno contro i Seattle Seahawks senza fare registrare alcuna statistica. La sua stagione da rookie si concluse con 8 tackle in 11 presenze, 2 delle quali come titolare.

## Palmarès
- American Football Conference Championship: 1

Cincinnati Bengals: 2021